# Tremís

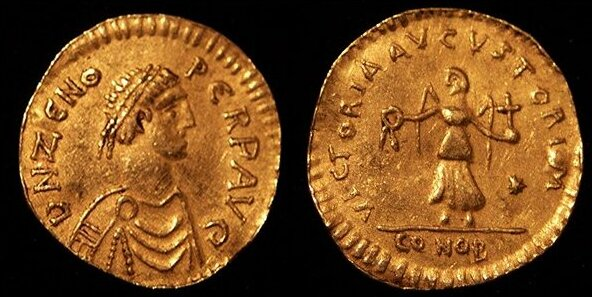
Tremís de Constantinoble del segon regnat de Zenó.

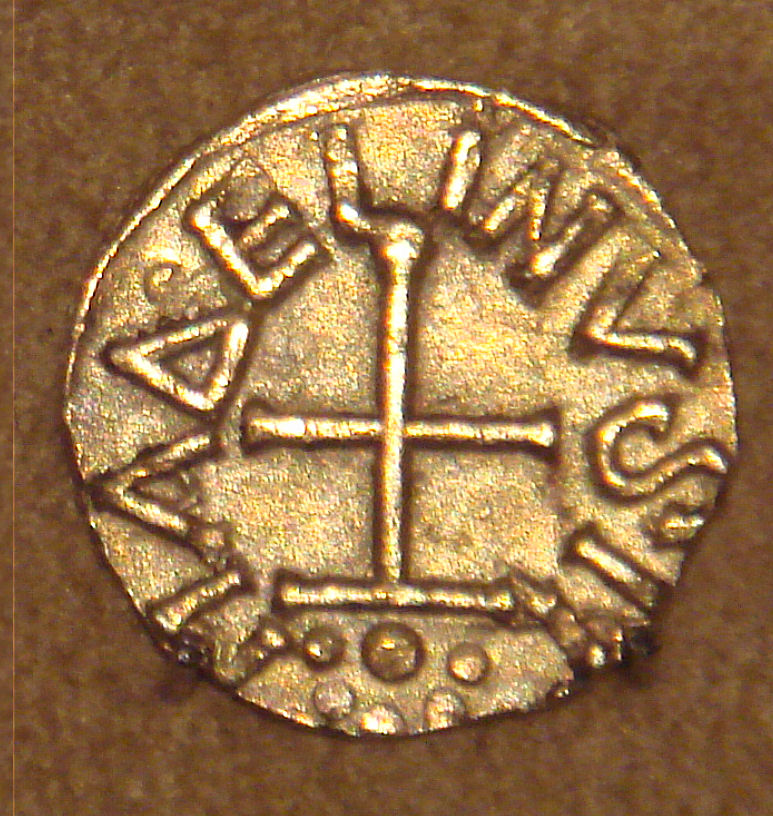
Tremís daurat franc amb una creu cristiana, encunyada per Madelinus a Dorestad, Països Baixos, a mitjan 600.

El tremís o trient (en grec medieval: τριμίσιον, trimision) era una petita moneda daurada de l'antiguitat tardana. El seu nom, que vol dir "un terç d'una unitat", anàleg del semis (la meitat d'una unitat), indicava el seu valor en relació amb el sòlid. Fou introduïda durant la dècada del 380 per l'emperador Teodosi I, i inicialment pesava 8 síliqües (equivalent a 1,52 grams).
El tremís romà es va continuar encunyant durant el regnat de Lleó III (717–741), però posteriorment només s'encunyaven ocasionalment a l'est de l'imperi, probablement només per usos cerimonials, fins al regnat de Basili I (867-886), amb qui van desaparèixer. Tanmateix, la moneda va seguir emprant-se comunament a la thema de Sicília fins a la caiguda de Siracusa el 878. Les trachea, introduïdes el segle xi, eren equivalents en valor als antics trients. Malgrat no ser d'or, era un terç de la perpra d'or estàndard.
Fora de l'Imperi Romà, els anglosaxons, els burgundis, els francs, els frisis, els llombards, els ostrogots, els sueus i els visigots van encunyar trients entre els segles V i VI. L'Imperi Romà d'Orient també va fer servir la moneda.
En fonts franques, el tremís de vegades s'anomena triens, un terme que significa "un terç", que originalment es referia a una moneda de bronza amb un valor d'un terç de l'as. L'historiador i bisbe Gregori de Tours anomena els tremissos francs trians o treans. També s'atesta la forma germànica dremise. A la historiografia francesa, sovint s'empra el terme tiers (terç) o tiers de sou (terç d'un sòlid). En general, els francesos prefereixen referir-se a la moneda dels reis merovingis com a triens (però evitant la forma plural trientes), mentre que l'acadèmia britànica prefereix tremís.